# サンレック
株式会社サンレック（英語表記：SUNREC CO.,LTD）は東京都板橋区に本社を置くレジンコンクリート製品の国内トップメーカーである。
電力・ガス・上下水道・通信などライフライン向けのレジンコンクリート製マンホールやCCBOX（電線共同溝：Compact Cable Boxの略）、水路補修用パネル（複合版）などを主力に製造・販売している。

## 概要
旧電電公社（現NTT）が開発したレジンコンクリートを原料とした製品を量産化する会社として、1970年6月に住友電工と当時の通信建設会社各社の共同出資により同社の前身である名阪工材株式会社が設立された。
1991年には名阪工材と同様に設立された中央工材（東日本エリア）、西日本工材の三社が合併し現在の社名に改称。当初はNTTの通信用マンホールの製造・販売が主体だったが、その後、上下水道、防衛通信、電力、JR向けなどにすそ野を広げ、近年は水路補修用レジンコンクリート製パネルの供給等多角的な市場展開をしている。
現在、製造拠点は埼玉、愛知、広島の3ヶ所、営業拠点は東京、宮城、新潟、愛知、大阪、広島の6ヶ所で日本全国をカバーしている。

## 沿革
- 1970年（昭和45年）06月 名阪工材株式会社創立
- 1970年（昭和45年）10月 中央工材株式会社創立
- 1971年（昭和46年）04月 名阪工材が電電公社（現NTT）のメーカー指定を受ける[2]
- 1972年（昭和47年）11月 西日本工材株式会社創立
- 1972年（昭和47年）02月 中央工材が電電公社（現NTT）のメーカー指定を受ける
- 1972年（昭和48年）12月 西日本工材が電電公社（現NTT）のメーカー指定を受ける
- 1991年（平成3年）02月 三工材会社合併、社名を株式会社サンレックに改称
- 1991年（平成3年）11月 JR東日本とJR用ハンドホールを共同開発。
- 1992年（平成4年）06月 埼玉工場にプレス工場新設、パネル（複合板）生産開始
- 1997年（平成9年）08月 大阪営業所開設
- 2000年（平成11年）09月 レジンコンクリート製CCBOX（電線共同溝）が国土交通省の新技術認定（NETIS）を受ける
- 2000年（平成11年）12月 東北営業所開設
- 2002年（平成14年）09月 「日本レジン製品協会（JRPA）」発足に伴い同社も参画
- 2006年（平成18年）09月 協和エクシオ、日本メックス、日鉄コンポジットと同社の4社がマンホール補強工法「Ｗ－ＲＣＳ工法」を共同開発
- 2010年（平成22年）11月 建設コンサルタント登録
- 2015年（平成27年）07月 一般建設業（土木工事業）国土交通大臣許可取得
- 2016年（平成28年）04月 一般建設業（とび・土工工事業、電気通信工事業）国土交通大臣許可取得
- 2018年（平成30年）09月 同社が参画するパネルライニング研究会が開発したレジンコンクリート製パネルによる水路等補修技術「パネルライニング工法」が国土交通省の新技術認定（NETIS）を受ける[3]

## 主な製造品
- 電力・ガス・上下水道・通信等マンホール・ハンドホール
- 電線共同溝特殊部（CCBOX）、情報BOX
- JR仕様ハンドホール
- 水道用バルブボックス
- 無線基地局基礎、太陽光パネル基礎、空調設備基礎
- FRP複合版、コンクリート水路補修パネル

等

## 研究拠点
愛知県丹羽郡大口町の名阪工場内に本社技術本部を設置

## 事業所
- 東京営業所
- 東北営業所
- 新潟事務所
- 名古屋営業所
- 大阪営業所
- 広島営業所

## 工場
- 中央工場（埼玉県）
- 名阪工場（愛知県）
- 西日本工場（広島県）

## 主な納入先
- 国土交通省
- 防衛省 在日米軍基地
- 農林水産省
- 地方自治体及び市町村
- 独立行政法人都市再生機構
- 独立行政法人水資源機構
- 高速道路会社（NEXCO）各社
- 空港会社各社
- JRグループ各社
- NTTグループ各社
- 電気通信事業者
- 通信建設工事各社
- 電力会社各社
- 電気設備工事会社各社
- 独立系発電事業者(IPP)
- 特定規模電気事業者(PPS)
- 自家発電施設者各社
- ガス会社各社
- 水道事業者

等